# Tommy Lawrence
Thomas Johnstone „Tommy“ Lawrence (* 14. Mai 1940 in Dailly, Ayrshire; † 10. Januar 2018 in Warrington) war ein schottischer Fußballtorwart. Er war langjähriges Mitglied der ersten Mannschaft des FC Liverpool unter Trainer Bill Shankly.

## Leben und Karriere
Nachdem er als Kind mit seiner Familie in den Nordwesten Englands gezogen war, schloss er sich als Amateurspieler dem FC Liverpool an. Er arbeitete in einer Metallfabrik, bis ihm dann im Alter von 17 Jahren ein Profivertrag angeboten wurde.
Nach fünf Jahren als Ersatzmann debütierte er am 27. Oktober 1962 nach einer Verletzung von Jim Furnell bei der 0:1-Niederlage gegen West Bromwich Albion in der First Division und sollte aufgrund seiner konstant guten Leistungen und geringen Verletzungsanfälligkeit in den folgenden acht Jahren nur wenige Spiele als Stammtorhüter verpassen. Er stand zwischen den Pfosten, als der FC Liverpool in den Jahren 1964 und 1966 die englische Meisterschaft und 1965 den ersten FA Cup in der Vereinsgeschichte gewann. Im Jahre 1966 stand er im Tor, als seine Mannschaft im Hampden Park in Glasgow mit 1:2 gegen Borussia Dortmund im Endspiel des Europapokals der Pokalsieger verlor, wobei er in der Verlängerung das entscheidende Tor von Reinhard Libuda aus über 30 Metern Entfernung kassierte.
Von den eigenen Anhängern wurde er aufgrund seiner Körperfülle und seiner Flugeinlagen im eigenen Strafraum The Flying Pig (deutsch: das fliegende Schwein) genannt. Zudem war er bekannt dafür, dass er häufig weit aus seinem Tor eilte, um einen Angriff abzufangen und somit als zusätzlicher Abwehrspieler agierte. Deswegen und aufgrund einer guten Leistung in einem Charity-Shield-Spiel gegen den FC Everton im Goodison Park wurde er von Joe Mercer als The Sweeper Keeper bezeichnet.
Bei der Ankunft des talentierten Teenagers Ray Clemence im Jahr 1967, der von Liverpool von Scunthorpe United verpflichtet worden war, konnte Lawrence zunächst seinen Platz im Tor in einer zunehmend kriselnden und alternden Mannschaft behaupten. Lawrence gehörte nicht zu den ältesten Spielern und ihm wurde zudem als Torwart, deren Karrieren in der Regel deutlich länger als bei Feldspielern andauern können, noch ein längerer Verbleib im Verein prognostiziert. Dennoch wurde er nach einer FA-Cup-Niederlage gegen den FC Watford im Jahre 1970 aus der Mannschaft aussortiert und sollte nie wieder für den FC Liverpool spielen. Er wechselte dann 1971 zu den Tranmere Rovers und spielte noch einige Zeit Amateurfußball in Chorley, bevor er sich vom Fußballsport zurückzog. Für die schottische Nationalmannschaft hatte er drei Länderspiele absolviert.
Lawrence ging zurück in die gleiche Fabrik, in der er bereits in seiner Jugend gearbeitet hatte und wurde dort in der Qualitätssicherung beschäftigt. Im Februar 2015 wurde er zufällig bei einer Straßenumfrage auf das Pokalspiel des FC Liverpool gegen den FC Everton von 1967 angesprochen und gab sich als damaliger Torwart zu erkennen.

## Erfolge
- Englischer Meister: 1963/64, 1965/66
- FA-Cup-Sieger: 1964/65
- Charity-Shield-Sieger: 1964*, 1965*, 1966 (* geteilter Titel)